# De Marne
De Marne (uitspraakⓘ) is een voormalige gemeente en een landstreek in het noorden van Nederland, in het noordwesten van de provincie Groningen. De gemeente besloeg een oppervlakte van 167,45 km². Het inwonertal bedroeg in mei 2018 10.013 (1995: 11.088). Het was een typische plattelandsgemeente, waar het Groningse deel van het Lauwersmeergebied toe behoorde. De bevolkingsdichtheid bedroeg 59,7 inwoners per km² in 2018. In 2019 is De Marne opgegaan in gemeente Het Hogeland.

## Ontstaan
De gemeente De Marne was in 1990 ontstaan na een gemeentelijke herindeling van de gemeenten Leens, Eenrum, Ulrum en Kloosterburen. Deze gemeente heette aanvankelijk Ulrum, maar heeft zijn naam in 1992 gewijzigd in De Marne, naar het gelijknamige onderkwartier van Hunsingo. De gemeente omvatte naast het historische landschap de Marne ook delen van het Halfambt, namelijk de oude kerspelen Eenrum, Maarslag (Klein en Groot) en Mensingeweer. In 2019 ging De Marne samen met de gemeenten Bedum, Winsum en Eemsmond op in de fusiegemeente Het Hogeland.

## Geografie
De Marne lag in het noordwesten van de provincie Groningen. In het noorden grensde de gemeente aan de Waddenzee, in het oosten aan de toenmalige gemeente Winsum. Het Reitdiep vormde de grens met de toenmalige gemeente Zuidhorn in het zuiden, terwijl het Lauwersmeer de grens vormde met de toenmalige Friese gemeenten Dongeradeel en Kollumerland.

### Topografie
Topografische gemeentekaart van De Marne, per september 2017.
| Aangrenzende gemeenten | Aangrenzende gemeenten | Aangrenzende gemeenten                | Aangrenzende gemeenten | Aangrenzende gemeenten |
| ---------------------- | ---------------------- | ------------------------------------- | ---------------------- | ---------------------- |
|                        |                        | Schiermonnikoog (over zee, Friesland) |                        | Eemsmond               |
|                        |                        |                                       |                        |                        |
|                        | Winsum                 |                                       |                        |                        |
|                        |                        |                                       |                        |                        |
| Noardeast-Fryslân      |                        | Zuidhorn                              |                        |                        |

De gemeente was uitgesproken dunbevolkt. De drie grootste dorpen, Leens, Eenrum en Ulrum, komen niet boven de 2000 inwoners uit. De kleinste kern, Broek, telt goed 60 inwoners. De nederzettingen liggen vrijwel allemaal op een voormalige kwelderwal. Deze kwelderwallen, van origine allemaal voormalige kustlijnen die van west naar oost lopen, zijn met enige moeite nog in het landschap te herkennen.
De gemeente omvatte de volgende plaatsen:
| - Bokum - Broek - Douwen - Eenrum - Ewer - Grijssloot - Groot Maarslag - Hornhuizen - Houwerzijl - Kaakhorn - Kleine Huisjes - Klein Maarslag | - Kloosterburen - Kruisweg - Lauwersoog - Leens - Mensingeweer - Molenrij - Niekerk - Oudedijk - Pieterburen - Roodehaan - Schouwen | - Schouwerzijl - 't Stort - Ulrum - Vierhuizen - Vliedorp - Warfhuizen - Wehe-den Hoorn - Westernieland - Wierhuizen - Zoutkamp - Zuurdijk |

## Geschiedenis

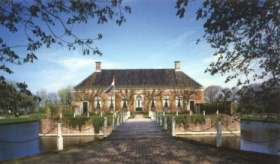
Verhildersum

De naam van de gemeente verwees naar een van onderkwartieren van Hunsingo. Oorspronkelijk moet De Marne bij het Humsterland hebben gehoord. Oorspronkelijk stroomde de Hunze noordwaarts door het gebied. Na de vorming van de Lauwerszee, rond 800, ontstond er een doorbraak van die zee naar de Hunze. De Marne werd daardoor een eiland. Dat zou het blijven tot rond 1200, de oude Hunzemonding slibde langzaam dicht en werd uiteindelijk bedijkt. Met name het zuidelijke gedeelte, direct boven het Reitdiep, kent al een zeer lange bewoningsgeschiedenis. De wierde van Ewer dateert van rond het begin van de jaartelling.
Tot de Marne behoorden vanouds de kerspelen Hornhuizen, Kloosterburen, Leens, Niekerk. Ulrum, Vierhuizen, Vliedorp, Warfhuizen, Wehe, Wierhuizen en Zuurdijk. Zuurdijk bestond oorspronkelijk uit twee kerspelen: Asterdyck en Westerdyck. Een van beide is rond 1500 verdronken, net als het kerspel Maddenze ten westen van Vierhuizen. De dorpen Mensingeweer en Maarslag werden vóór 1811 niet tot De Marne gerekend. Dat geldt ook voor het gebied van de voormalige gemeente Eenrum, dat eerst 1990 bij de nieuwe gemeente werd gevoegd.
Het wapen van De Marne gaat deels terug op een zegel uit 1375, waarop het oude wapen van De Marne staat. Hierop is de apostel Petrus afgebeeld met een sleutel in zijn hand. Petrus verwijst hierbij naar de Petruskerk in Leens, de vroegere zetel van de proosdij. Van het oude wapen, dat tot 1990 ook gold als het wapen van de gemeente Leens, is alleen de sleutel overgenomen. Ook is een deel van het wapen van de vroegere gemeente Eenrum opgenomen; de blauwe en witte golven komen hiervandaan. De rode dwarsbalk verwijst naar de landstreek Hunsingo waartoe De Marne behoort. De gouden kroon komt voor op de wapens van de vroegere gemeenten Eenrum, Kloosterburen en Ulrum.

## Loop van de bevolking
- 1990 - 11.222 inwoners
- 1995 - 11.088 inwoners
- 2000 - 10.870 inwoners
- 2005 - 11.294 inwoners
- 2010 - 10.527 inwoners
- 2015 - 10.101 inwoners
- 2018 - 10.058 inwoners

## Politiek

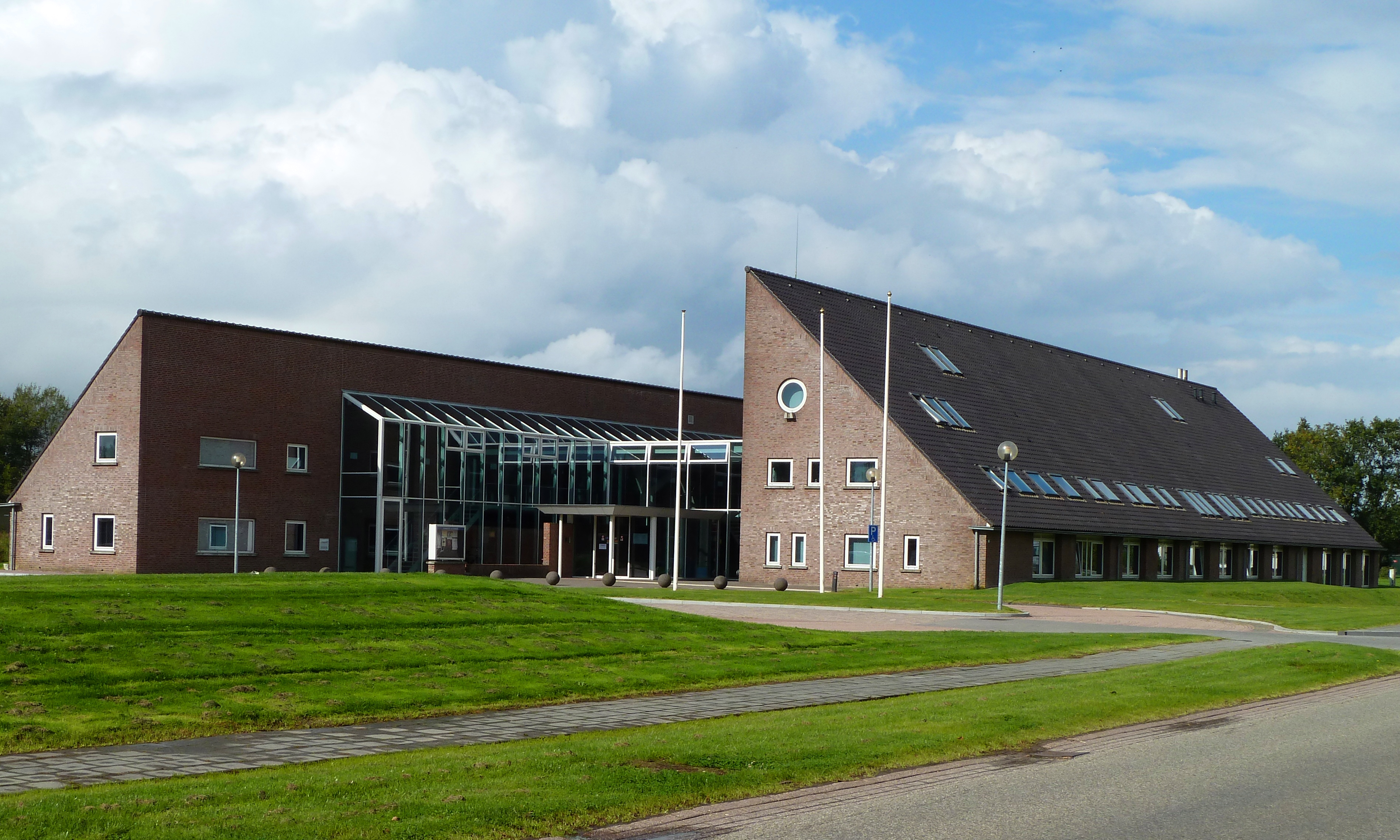
Het gemeentehuis in Leens

Vanaf 1998 is de gemeenteraad van De Marne als volgt samengesteld:
| PvdA           | 5  | 4  | 5  | 4  | 3  |
| CDA            | 4  | 3  | 3  | 4  | 4  |
| ChristenUnie * | 2  | 3  | 3  | 2  | 2  |
| VVD            | 2  | 3  | 2  | 3  | 3  |
| GroenLinks     | 2  | 2  | 2  | 2  | 3  |
| Overige        | -  | -  | -  | -  | -  |
| Totaal         | 15 | 15 | 15 | 15 | 15 |

* Tot 2002: GPV
De collegepartijen zijn vetgedrukt.
Na de verkiezingen van 2014 vormden CDA, PvdA en GroenLinks een nieuw college van B en W. Het college bestaat uit:
- Kor Berghuis (CDA), wethouder voor Ruimtelijke Ordening, Financiën, Vuilverwerking, Sport
- Mariette de Visser (PvdA), wethouder voor Sociale Zaken, Welzijn en Zorg, Onderwijs, Verkeer en vervoer.
- Herwil van Gelder (GroenLinks), wethouder voor Volkshuisvesting, Jeugd, Cultuur, Toerisme,
- Koos Wiersma (CDA), burgemeester

### Partnergemeente
De Marne heeft één partnergemeente, namelijk:
- Dötlingen (Duitsland), sinds 1985 vanuit Ulrum

## Economie
Het gebied van de huidige gemeente behoort van oudsher tot de belangrijkste landbouwgebieden van de provincie Groningen. De streek wordt gekenmerkt door relatief grote akkerbouwbedrijven. Langs de kust profiteerden de boeren van het recht van optrekkende heerden.
Naast de landbouw is in Zoutkamp de visserij van belang. Het plaatsje is vooral bekend vanwege de garnalenvangst.

## Bezienswaardigheden & cultuur

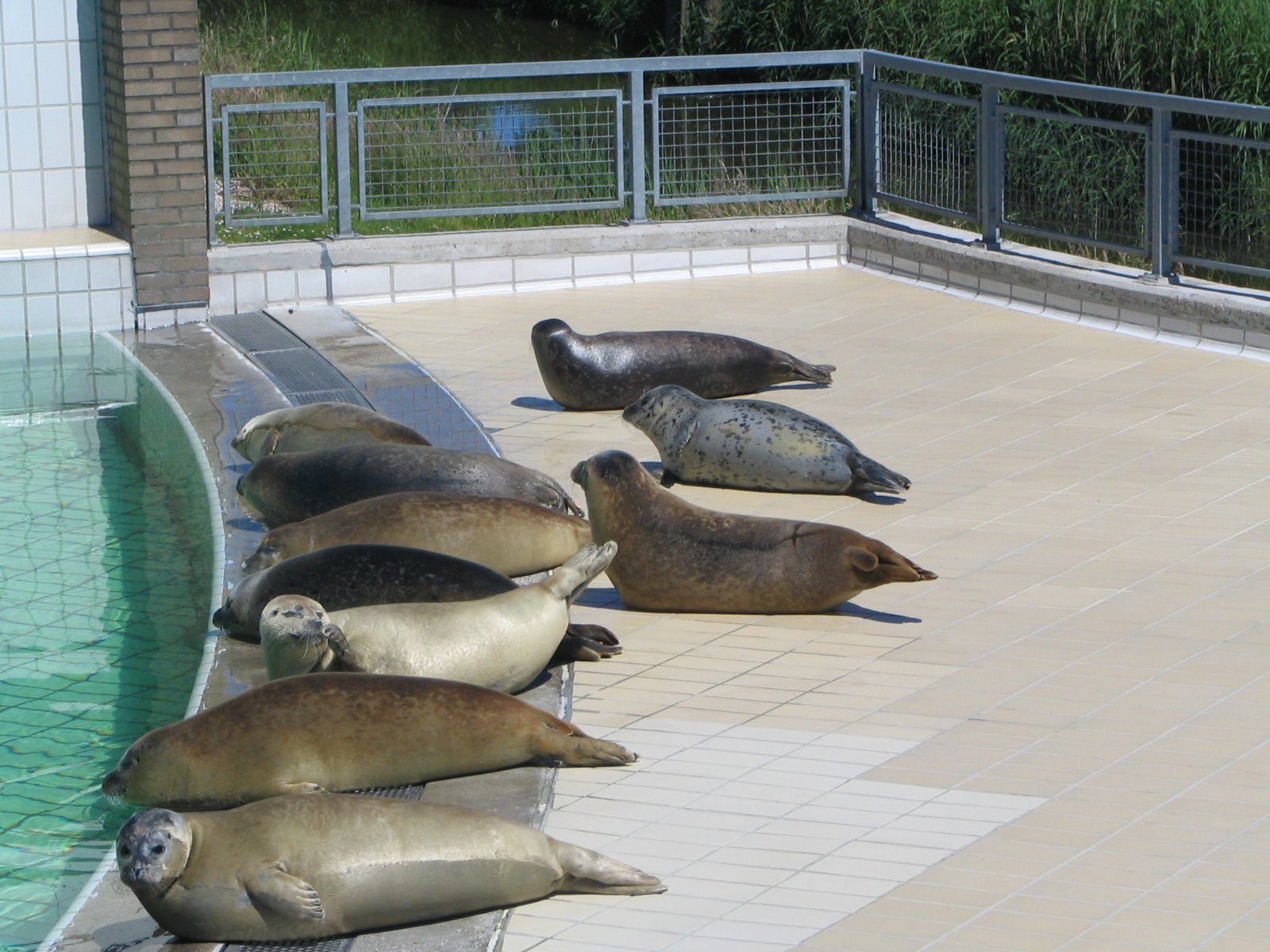
Zeehondencreche in Pieterburen

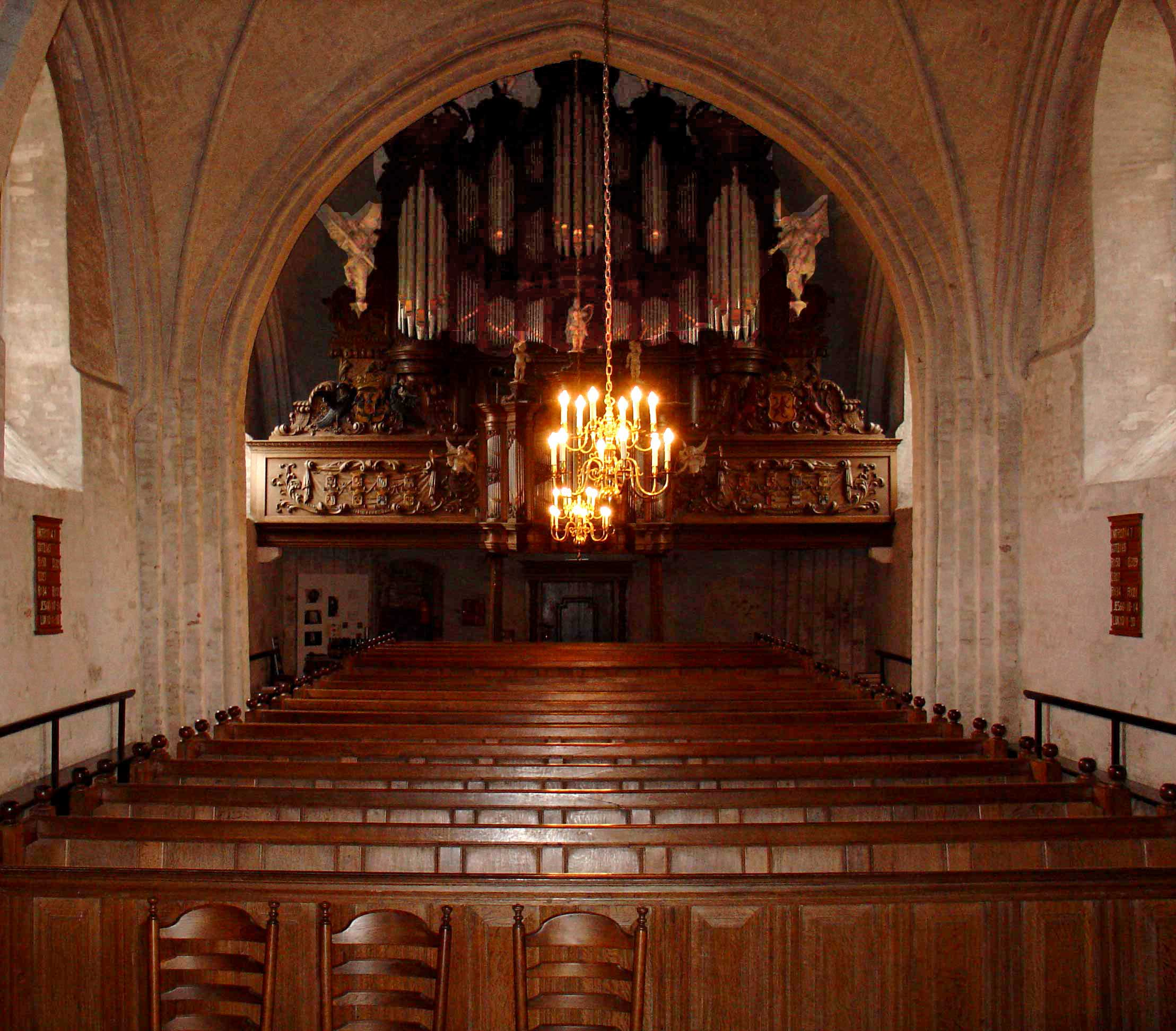
Het wereldberoemde orgel van Albertus Antoni Hinsz in de kerk van Leens

Grootste publiekstrekker in de gemeente is de zeehondencrèche in Pieterburen. Binnen de gemeente hebben ooit 15 borgen gestaan. Verhildersum bij Leens is de enige die daarvan is overgebleven. Ook in Leens staat de Romaanse Petruskerk met het wereldberoemde orgel van Albertus Antoni Hinsz.
Eenrum heeft een beschermd dorpsgezicht. Warfhuizen is Nederlands noordelijkste Mariabedevaartplaats. Het heiligdom van Onze Lieve Vrouwe van de Besloten Tuin aldaar is tevens de kapel van de plaatselijke Kluis en herbergt een uitbundig barokinterieur. Het kerkje van Vierhuizen is een trekpleister geworden sinds het in 2006 door tv-kijkers verkozen werd in een restauratieprijsvraag.
Naast dat, bezit de gemeente over de noordelijkste carnavalsvereniging van Nederland in Kloosterburen dat in carnavalstijd Kronkeldörp heet. Symbolisch draagt de gemeente in die tijd het beheer over aan de prins carnaval van dienst. Tevens wordt met Pinksteren in Zoutkamp de garnalenkoningin verkozen, die ambassadeur is voor de visserij van de Marne.

### Monumenten
In de gemeente zijn er een aantal rijksmonumenten en oorlogsmonumenten, zie:
- Lijst van rijksmonumenten in De Marne
- Lijst van oorlogsmonumenten in De Marne

## Openbaar vervoer

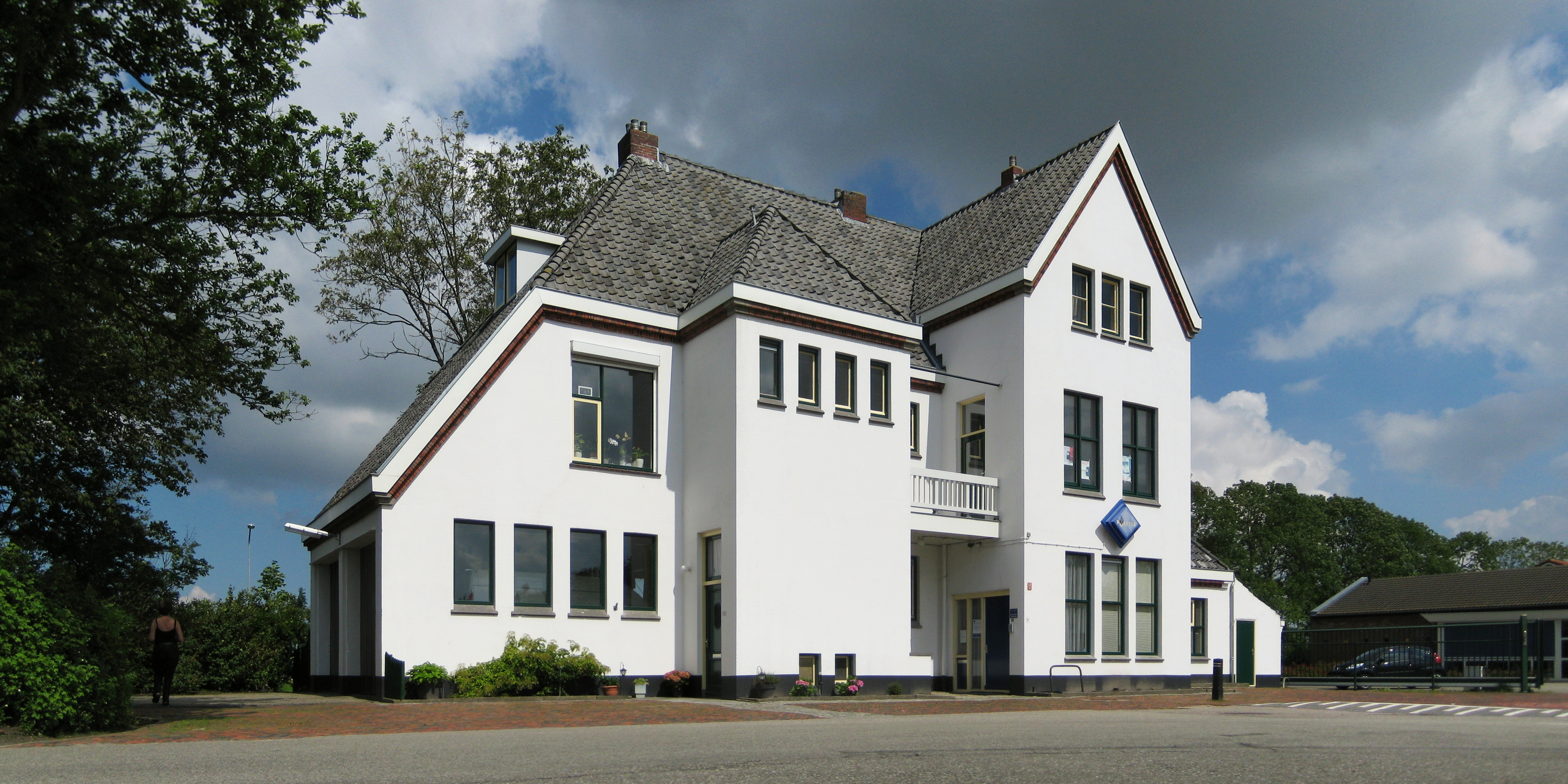
Het stationsgebouw van Leens.

Van 1897 tot 1922 reed er een paardentram tussen Winsum en Ulrum. Deze werd vervangen door de spoorlijn. Van 1922 tot 1942 was De Marne aangesloten op het spoorwegnet. Tussen Winsum en Zoutkamp liep toen de Marnelijn. Deze lijn werd tijdens de oorlog gesloten, en de lijn werd opgebroken. De stationsgebouwen van Leens, Ulrum en Zoutkamp bestaan nog.
Het vervoer werd overgenomen door de bussen van de Marnedienst, later van de GADO en Arriva. Tegenwoordig worden de diensten verzorgd door Qbuzz, met uitzondering van de busverbinding Lauwersoog - Dokkum - Leeuwarden, die door Arriva gereden wordt.
Lijnen in de gemeente De Marne zijn:
- Lijn 155: Lauwersoog - Anjum - Dokkum - Oudkerk - Giekerk - Leeuwarden
- Lijn 65: Groningen - Adorp - Sauwerd - Winsum - Eenrum - Wehe den Hoorn - Leens - Ulrum - Zoutkamp
- Lijn 66: Zoutkamp - Ulrum - Leens - Wehe den Hoorn - Eenrum - Winsum - Sauwerd - Adorp - Groningen Zernike
- Lijn 68: Winsum - Baflo - Den Andel - Westernieland - Pieterburen - Broek - Kleine Huisjes - Kloosterburen - Hornhuizen - Leens
- Lijn 565: Leens - Kloosterburen - Wehe den Hoorn - Warfhuizen - Zuurdijk - Houwerzijl (Flexbus)
- Lijn 163: Groningen - Adorp - Sauwerd - Winsum - Wehe den Hoorn - Leens - Ulrum - Lauwersoog (sneldienst naar het veer naar Schiermonnikoog)
- Lijn 637: Zuidhorn - Noordhorn - Niezijl - Grijpskerk - Niezijl - Kommerzijl - Munnekezijl - Zoutkamp

Lijn 65 is de belangrijkste lijn, in Winsum geeft deze een goede aansluiting op de trein naar Groningen.